# Salty Dogs de Syracuse
Maillots
Les Salty Dogs de Syracuse (en anglais : Syracuse Salty Dogs) sont un ancien club américain de soccer, basé à Syracuse, à New York, et fondé en 2003. Le club évolue durant toute son existence en A-League, la seconde division nord-américaine. La franchise était dirigée par Syracuse Pro Sports Group qui en était également le propriétaire. Après seulement deux saisons, avec le NBT Bank Stadium comme domicile, l'équipe suspend ses opérations en octobre 2004 en raison de difficultés financières. Malgré tout, divers groupes travaillent dans le but de ramener une équipe professionnelle à Syracuse.

## Histoire
Lors de la saison 2003, les Salty Dogs connaissent un bilan plutôt positif pour une équipe d'expansion avec une fiche de onze victoires, douze défaites et cinq verdicts nuls. Toujours sous la responsabilité de l'entraîneur anglais Laurie Calloway, les joueurs s'améliorent durant leur seconde saison, avec quinze victoires, huit défaites et cinq nulles. en plus d'obtenir la troisième meilleure assistance de la ligue sur les deux années.

### Difficultés financières et dissolution
Malgré de bonnes foules présentes au stade à chaque rencontre et un succès relatif sur le terrain à chacune des deux saisons, la franchise connaît des difficultés financières. L'utilisation du P&C Stadium monopolise une partie importante du budget sachant que les SkyChiefs en sont les principaux locataires. À l'issue de la première saison, l'équipe est contrainte de jouer quelques parties au Liverpool Athletic Complex de la Liverpool High School, pourtant un stade destiné au football et non au soccer. En 2004, alors que les Salty Dogs participent aux séries éliminatoires, l'équipe doit évoluer Cortland pour des raisons similaires.
Au cours de la saison 2004, des discussions sont menées afin de construire un stade en centre-ville de Syracuse, non loin de Armory Square. Après la dissolution de la franchise, le maire de Syracuse, Matt Driscoll, affirme que la construction d'un tel stade ne dépend que du retour d'une équipe professionnelle en ville. Le groupe de propriétaires des Salty Dogs, le Syracuse Pro Sports Group, décide pourtant de déposer le bilan en octobre 2004.

### Le futur du soccer à Syracuse
Un autre club de soccer à Syracuse, le Monolith Athletic Club travaille pendant plusieurs années à ramener une équipe professionnelle dans la ville. Après plus d'un an de négociations, le groupe annonce avoir résolu deux des quatre obstacles à ce retour dans les ligues de la USL. Le second, vu comme le plus important, implique l'équipe de baseball des Chiefs de Syracuse et est rapidement résolu. L'autre point critique correspond aux droits de la répartition territoriale afin de ne pas faire une concurrence trop accrue aux Rochester Raging Rhinos ainsi que l'obtention d'une équipe d'expansion de la part de la USL.
En septembre 2007, Matthew Michael, du Syracuse Post-Standard, affirme que le propriétaire du Monolith Athletic Club, Vito William Lucchetti, n'est plus intéressé à retrouver une équipe professionnelle à Syracuse, argumentant que d'autres enjeux sont prioritaires.
Après plusieurs années sans équipe de soccer, Syracuse retrouve une formation avec les Syracuse Silver Knights qui intègrent la Major Indoor Soccer League à compter de 2011.

## Saisons

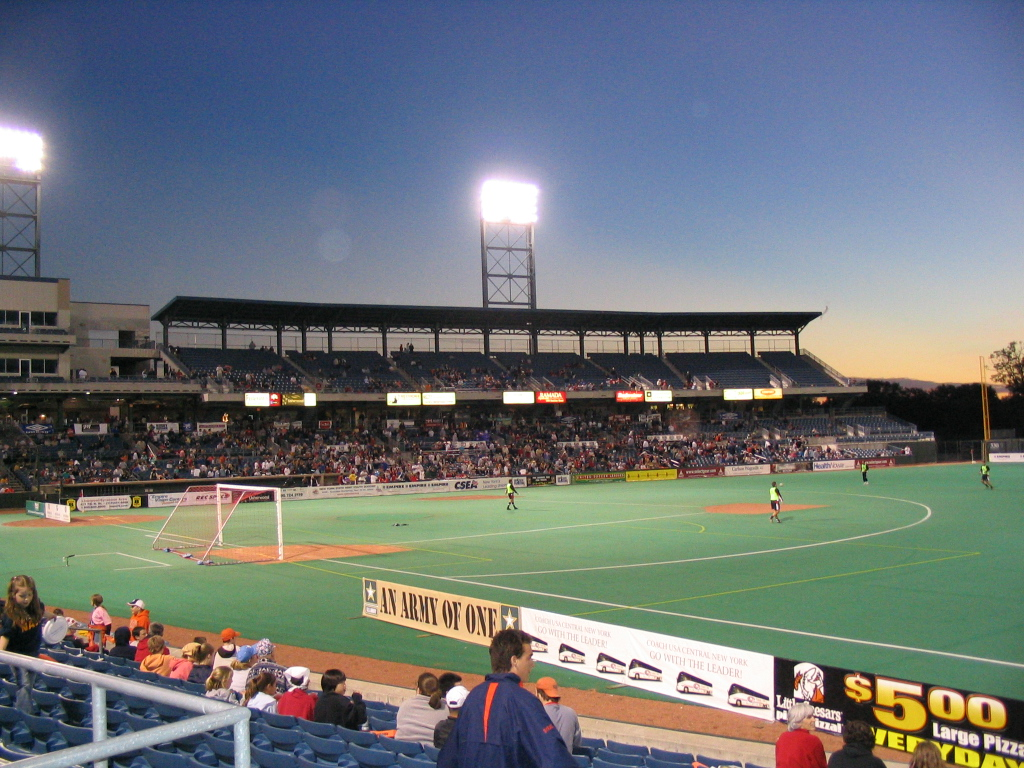
Les Syracuse Salty Dogs contre les Atlanta Silverbacks au P&C Stadium en 2004.

| Année | Ligue    | Niveau | Saison régulière | Séries       | Fiche (V-N-D) | Affluence | US Open Cup    |
| ----- | -------- | ------ | ---------------- | ------------ | ------------- | --------- | -------------- |
| 2003  | A-League | 2      | 4e, Northeast    | Non qualifié | 11-5-12       | 6 885     | Non qualifié   |
| 2004  | A-League | 2      | 3e, Eastern      | Demi-finale  | 15-5-8        | 6 387     | Troisième tour |

## Personnel

### Joueurs notables
| - Matthew Barnes-Homer - Mauro Carabajal - Judah Cooks - Noah Delgado | - Jack Jewsbury - Benito Kemble - Kupono Low | - Lars Lyssand - Machel Millwood - René Rivas | - Jonny Steele - Temoc Suarez - Ian Woan |

### Entraîneurs
Durant les deux saisons d'existence des Syracuse Salty Dogs, l'Anglais Laurie Calloway a occupé le poste d'entraîneur, enregistrant 26 victoires, 20 défaites et 10 verdicts nuls en saison régulière, atteignant également les demi-finales nationales en 2004.